# Jesús Fernández
Jesús Fernández Hernández (Villena, 6 agosto 1975) è un ex cestista spagnolo, professionista nella Liga ACB.

## Carriera
Con la Spagna ha disputato i Giochi del Mediterraneo di Tunisi 2001.

## Palmarès

### Squadra
- Copa del Rey: 1

Valencia: 1998
- Copa Príncipe de Asturias: 2

Ourense: 2000
Andorra: 2014

### Individuale
- MVP Copa Príncipe de Asturias: 1

Ourense: 2000